# Hiroaki Hiraoka (Fußballspieler)
Hiroaki Hiraoka (jap. 平岡 宏章, Hiraoka Hiroaki; * 2. September 1969 in der Präfektur Shizuoka) ist ein japanischer Fußballtrainer und ehemaliger Fußballspieler.

## Karriere

### Spieler
Hiraoka erlernte das Fußballspielen in der Schulmannschaft der Shimizu Commercial High School und der Universitätsmannschaft der Juntendo-Universität. Seinen ersten Vertrag unterschrieb er 1992 bei Shimizu S-Pulse. Der Verein spielte in der höchsten Liga des Landes, der J1 League. 1992 und 1993 erreichte er das Finale des J.League Cup. Für den Verein absolvierte er 28 Erstligaspiele. 1996 wechselte er zum Zweitligisten Consadole Sapporo. Danach spielte er bei Albirex Niigata. Ende 1998 beendete er seine Karriere als Fußballspieler.

### Trainer
Hiroaki Hiraoka begann seine Trainerkarriere 2003 als Co-Trainer beim damaligen Zweitligisten Albirex Niigata im japanischen Niigata. 2007 übernahm er das Traineramt bei Albirex Niigata (Singapur). Der Verein, ein Ableger des japanischen Vereins Albirex Niigata, spielte in der höchsten singapurischen Liga, der Singapore Premier League. Hier stand er zwei Jahre unter Vertrag. 2009 ging er wieder zu seinem ehemaligen Verein Albirex Niigata, wo er im Nachwuchsleistungszentrums arbeitete. 2011 wechselte er zu Shimizu S-Pulse nach Shimizu. Hier war er als Co-Trainer und Trainer der U18-Mannschaft sowie als Co-Trainer und Interimstrainer der ersten Mannschaft zuständig. Am 4. November 2021 übernahm er bei dem Erstligisten das Amt des Cheftrainers.

## Erfolge
Shimizu S-Pulse
- J.League Cup

Finalist: 1992, 1993